# Liga mistrů CAF 2008
Ročník 2008 Ligy mistrů CAF byl 12. ročníkem klubové soutěže pro nejlepší africké fotbalové týmy. Vítězem se stal tým Al-Ahly SC, který tak postoupil na Mistrovství světa ve fotbale klubů 2008.

## Předkolo
Úvodní zápasy se hrály v termínu od 15. do 17. února, odvety pak od 29. února do 2. března 2008.
| Domácí v 1. zápase       | Celkem         | Hosté v 1. zápase             | 1. zápas | 2. zápas |
| ------------------------ | -------------- | ----------------------------- | -------- | -------- |
| ASC SNIM                 | 1:7            | ES Sétif                      | 1:5      | 0:2      |
| Sporting Clube de Bissau | 0:4            | Olympique Khouribga           | 0:2      | 0:2      |
| Invincible XI *          | –              | AS Kaloum Star                | –        | –        |
| Renacimiento FC          | 2:4            | Inter Luanda                  | 1:2      | 1:2      |
| FAR Rabat                | 3:3 (4:5 pen.) | Sporting Clube da Praia       | 3:0      | 0:3      |
| FC Tonnerre              | 0:3            | Africa Sports National        | 0:0      | 0:3      |
| APR FC                   | 1:4            | Az-Zamalik                    | 1:2      | 0:2      |
| AS Douanes               | 3:2            | CF Ouagadougou                | 0:0      | 3:2      |
| Costa do Sol             | 2:1            | Ajesaia                       | 2:0      | 0:1      |
| Royal Leopards           | 0:3            | Dynamos FC                    | 0:1      | 0:2      |
| Sahel SC                 | 2:6            | Ashanti Gold SC               | 1:0      | 1:6      |
| Daring Club Motema Pembe | 2:2 (1:4 pen.) | Gombe United                  | 2:0      | 0:2      |
| Vital'O FC               | 0:2            | Cotonsport Garoua             | 0:1      | 0:1      |
| FC 105 Libreville        | 4:3            | Accra Hearts of Oak           | 3:0      | 1:3      |
| Chad Representative *    | –              | TP Mazembe                    | –        | –        |
| Stade Malien             | 1:2            | Primeiro de Agosto            | 1:2      | 0:0      |
| ASC Saloum               | 1:3            | Club Africain Tunis           | 1:2      | 0:1      |
| ASKO Kara                | 4:1            | Union Douala                  | 3:1      | 1:0      |
| Simba SC                 | 4:1            | Awassa City                   | 3:0      | 1:1      |
| FC Enyimba               | 7:3            | Diables Noirs                 | 4:1      | 3:2      |
| Tusker FC *              | –              | Al-Tahrir                     | –        | –        |
| US Stade Tamponnaise     | 4:1            | Saint-Michel United           | 3:1      | 1:0      |
| Platinum Stars           | 4:1            | Lesotho Correctional Services | 4:0      | 0:1      |
| Curepipe Starlight       | 2:1            | Coin Nord Mitsamiouli         | 2:0      | 0:1      |
| Miembeni SC              | 0:5            | Mamelodi Sundowns             | 0:1      | 0:4      |
| Uganda Revenue Authority | 0:2            | ZESCO United                  | 0:2      | 0:0      |

* Týmy diskvalifikovány CAF.
Nejlepších 6 týmů z minulého ročníku bylo nasazeno přímo do 1. kola:
- Al-Ahli Kairo
- ASEC Mimosas
- Étoile Sportive du Sahel
- JS Kabylie
- Al-Ittihad Tripolis
- Al-Hilal Khartum

## 1. kolo
Úvodní zápasy se hrály v termínu od 21. do 23. března, odvety pak od 4. do 6. dubna 2008.
| Domácí v 1. zápase       | Celkem         | Hosté v 1. zápase      | 1. zápas | 2. zápas |
| ------------------------ | -------------- | ---------------------- | -------- | -------- |
| Olympique Khouribga      | 2:2 (5:4 pen.) | ES Sétif               | 2:0      | 0:2      |
| ASEC Mimosas             | 2:1            | AS Kaloum Star         | 1:1      | 1:0      |
| Sporting Clube da Praia  | 2:2            | Inter Luanda           | 2:1      | 0:1      |
| Az-Zamalik               | 2:2 (5:4 pen.) | Africa Sports National | 2:0      | 0:2      |
| Étoile Sportive du Sahel | 5:3            | AS Douanes             | 5:0      | 0:3      |
| Dynamos FC               | 4:2            | Costa do Sol           | 3:0      | 1:2      |
| JS Kabylie               | 3:0            | Ashanti Gold SC        | 3:0      | 0:0      |
| Cotonsport Garoua        | 6:2            | Gombe United           | 5:0      | 1:2      |
| TP Mazembe               | 2:1            | FC 105 Libreville      | 1:1      | 1:0      |
| Al-Ittihad Tripolis      | 2:2            | Primeiro de Agosto     | 1:0      | 1:2      |
| ASKO Kara                | 2:4            | Club Africain Tunis    | 2:0      | 0:4      |
| FC Enyimba               | 7:1            | Simba SC               | 4:0      | 3:1      |
| Al-Ahli Kairo            | –              | Al-Tahrir *            | –        | –        |
| Platinum Stars           | 3:1            | US Stade Tamponnaise   | 2:0      | 1:1      |
| Mamelodi Sundowns        | 4:0            | Curepipe Starlight     | 3:0      | 1:0      |
| Al-Hilal Khartum         | 3:1            | ZESCO United           | 2:0      | 1:1      |

* Diskvalifikován CAF.

## 2. kolo
Úvodní zápasy se hrály v termínu od 25. do 27. dubna, odvety od 9. do 11. května 2008. Poražení z této fáze postoupili do 3. kola Poháru CAF.
| Domácí v 1. zápase  | Celkem | Hosté v 1. zápase        | 1. zápas | 2. zápas |
| ------------------- | ------ | ------------------------ | -------- | -------- |
| ASEC Mimosas        | 1:1    | Olympique Khouribga      | 0:0      | 1:1      |
| Az-Zamalik          | 4:2    | Inter Luanda             | 3:0      | 1:2      |
| Dynamos FC          | 2:0    | Étoile Sportive du Sahel | 1:0      | 1:0      |
| Cotonsport Garoua   | 4:2    | JS Kabylie               | 3:0      | 1:2      |
| Al-Ittihad Tripolis | 2:3    | TP Mazembe               | 2:1      | 0:2      |
| FC Enyimba          | 6:3    | Club Africain Tunis      | 5:1      | 1:2      |
| Platinum Stars      | 2:3    | Al-Ahli Kairo            | 2:1      | 0:2      |
| Al-Hilal Khartum    | 4:3    | Mamelodi Sundowns        | 4:2      | 0:1      |

## Základní skupiny
Základní skupiny se hrály od 18. července do 19. září 2008 systémem každý s každým dvakrát (doma-venku). První dva týmy z každé skupiny postoupily do semifinále.

### Základní skupina A
| Tým          | Z | V | R | P | IG | VG | +/- | B  |
| ------------ | - | - | - | - | -- | -- | --- | -- |
| Al-Ahly SC   | 6 | 3 | 3 | 0 | 9  | 6  | +3  | 12 |
| Dynamos      | 6 | 3 | 0 | 3 | 6  | 6  | 0   | 9  |
| ASEC Mimosas | 6 | 1 | 3 | 2 | 7  | 6  | +1  | 6  |
| Zamalek      | 6 | 1 | 2 | 3 | 4  | 8  | −4  | 5  |

### Základní skupina B
| Tým               | Z | V | R | P | IG | VG | +/- | B  |
| ----------------- | - | - | - | - | -- | -- | --- | -- |
| Cotonsport Garoua | 6 | 3 | 1 | 2 | 6  | 5  | +1  | 10 |
| Enyimba           | 6 | 3 | 0 | 3 | 10 | 10 | 0   | 9  |
| TP Mazembe        | 6 | 2 | 2 | 2 | 7  | 5  | +2  | 8  |
| Al Hilal          | 6 | 1 | 3 | 2 | 7  | 10 | −3  | 6  |

## Semifinále
Úvodní zápasy se hrály 5. října, odvety pak v termínu od 17. do 19. října.
| Domácí v 1. zápase | Celkem | Hosté v 1. zápase | 1. zápas | 2. zápas |
| ------------------ | ------ | ----------------- | -------- | -------- |
| Enyimba            | 0:1    | Al-Ahly SC        | 0:0      | 0:1      |
| Dynamos            | 0:5    | Cotonsport Garoua | 0:1      | 0:4      |

## Finále
| 2. listopad 2008 18:00 UTC+0 |        |                   |                                              |
| Al-Ahly SC                   | 2 - 0  | Cotonsport Garoua | Cairo stadium, Káhira rozhodčí: Jerome Damon |
| Gomaa 4' Flávio 15'          | Report |                   | Cairo stadium, Káhira rozhodčí: Jerome Damon |

| 16. listopad 2008 16:00 UTC+0              |        |                            |                                                             |
| Cotonsport Garoua                          | 2 - 2  | Al-Ahly SC                 | Stade Omnisport de Garoua, Garoua rozhodčí: Djamel Haimoudi |
| Lassina Abdoul Karim 45' Ousmaïla Baba 63' | Report | Ahmed Hassan 38' Shady 89' | Stade Omnisport de Garoua, Garoua rozhodčí: Djamel Haimoudi |

| Liga mistrů CAF 2008 Al-Ahly SC Šestý titul |